# Ut Rupes
Ut Rupes is een steile klif op de planeet Venus. Ut Rupes werd in 1982 genoemd naar Ut, godin van het haardvuur in de cultuur van de Tataren.
De klif heeft een lengte van 676 kilometer en bevindt zich ten noorden van Sedna Planitia in het quadrangle Lakshmi Planum (V-7).